# Iso Honkasaari (ö i Norra Savolax)
Iso Honkasaari är en ö i Finland. Den ligger i sjön Nilakka och i kommunen Pielavesi i den ekonomiska regionen  Övre Savolax ekonomiska region  och landskapet Norra Savolax, i den centrala delen av landet, 300 km norr om huvudstaden Helsingfors. Öns area är 8,5 hektar och dess största längd är 0,6 kilometer i sydöst-nordvästlig riktning.